# Белведере Остренсе
Белведере Остренсе (итал. Belvedere Ostrense) насеље је у Италији у округу Анкона, региону Марке.
Према процени из 2011. у насељу је живело 1283 становника. Насеље се налази на надморској висини од 225 м.

## Становништво
| 1931. | 1936. | 1951. | 1961. | 1971. | 1981. | 1991. | 2001. | 2011. |
| ----- | ----- | ----- | ----- | ----- | ----- | ----- | ----- | ----- |
| 3.225 | 3.342 | 3.364 | 3.006 | 2.360 | 2.270 | 2.227 | 2.179 | 2.288 |